# Jüdischer Friedhof an der Okopowa-Straße

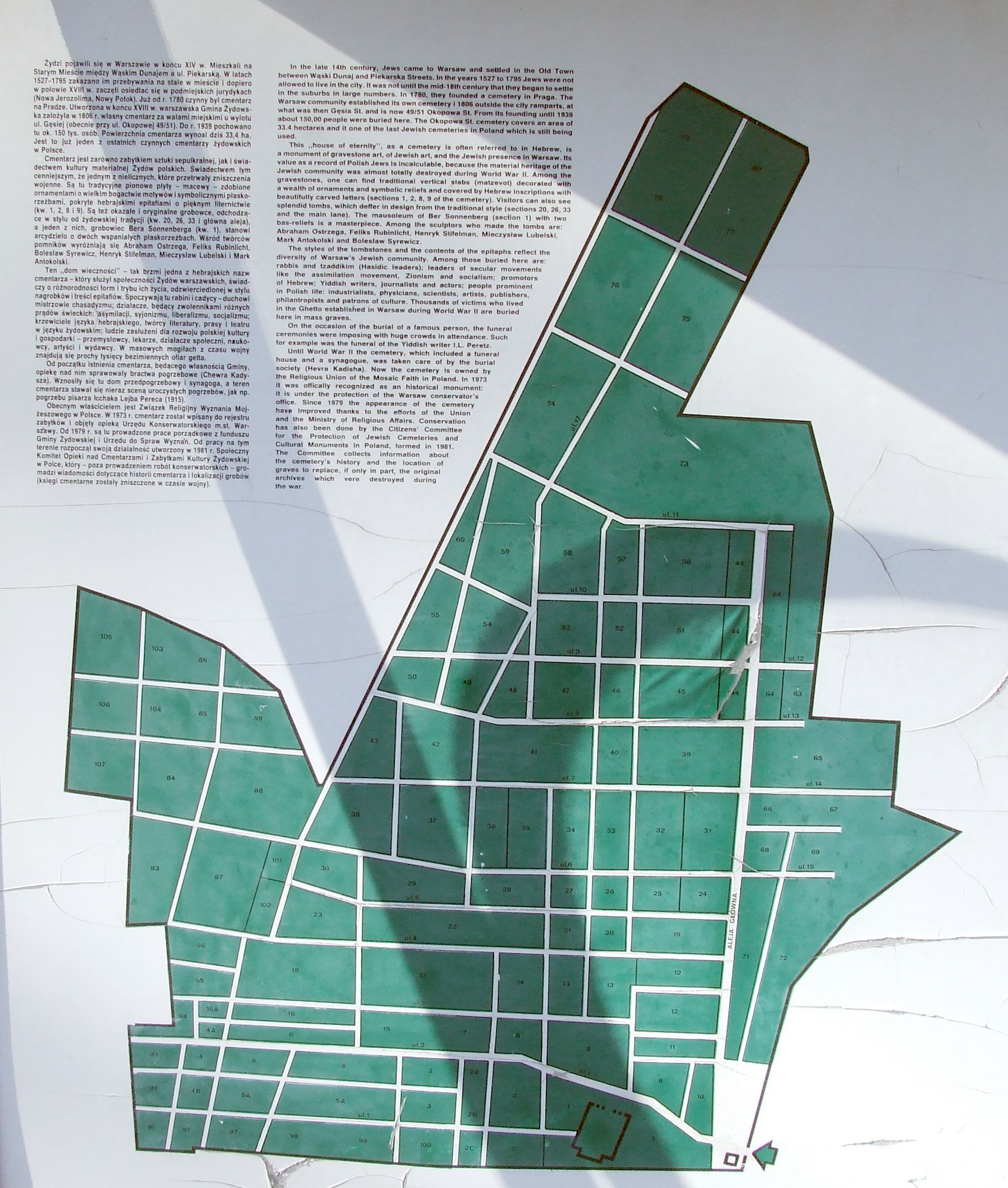
Plan des Friedhofs

Der Jüdische Friedhof an der Okopowa-Straße im Warschauer Stadtviertel Powązki ist einer der größten jüdischen Friedhöfe in Europa. Auf dem 1806 angelegten Friedhof befinden sich auf einer Fläche von 33 ha über 200.000 Grabstätten mit Grabsteinen, außerdem Massengräber von ermordeten Bewohnern des Warschauer Ghettos aus der Zeit der deutschen Okkupation. Hier befand sich die Friedhof-Synagoge.

## Gräber (Auswahl)

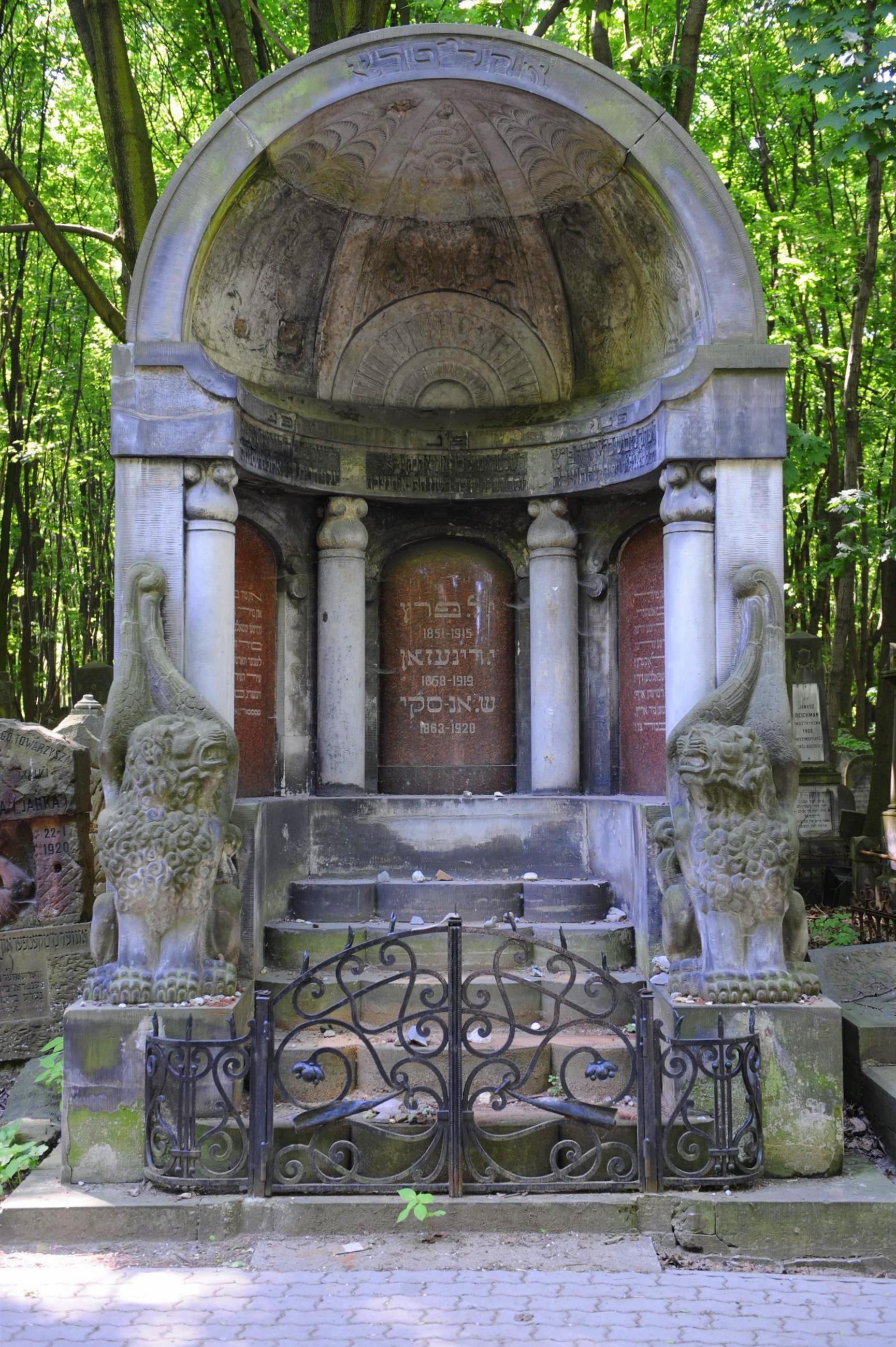
Abraham Ostrzega: Mausoleum der drei Dichter, 1924

- Salomon An-ski (1863–1920), russisch-jüdischer Schriftsteller, Journalist und Ethnograph
- Szymon Askenazy (1866–1935), polnischer Historiker, Diplomat und Politiker
- Meir Balaban (1877–1942), Begründer der modernen jüdischen Historiographie in Polen
- Chajim Selig Slonimski (1810–1904), war ein polnischer hebräischer wissenschaftlicher Schriftsteller, Journalist, Mathematiker, Russischer Regierungszensor für Hebräisch, Mechaniker, Erfinder, Astronom und Talmudist und erster jüdischer Wissenschaftler der den Demidow-Preis erhielt.
- Adam Czerniakow (1880–1942), Ingenieur und Mitglied des polnischen Senats
- Marek Edelman (1919–2009), polnischer Kardiologe, Politiker und ein Kommandeur des Aufstands im Warschauer Ghetto
- Alexander Flamberg (1880–1926), polnischer Schachspieler
- Edward Flatau (1868–1932), polnischer Mediziner
- Uri Nissan Gnessin (1879–1913), hebräischer Schriftsteller
- Samuel Goldflam (1852–1932), polnischer Neurologe
- Esther Rachel Kamińska (1870–1925), polnisch-jüdische Schauspielerin
- Michał Klepfisz (1913–1943), polnischer Widerstandskämpfer des Allgemeinen jüdischen Arbeiterbundes im Warschauer Ghetto
- Izaak Kramsztyk (1814–1889), polnischer Rabbiner, Publizist und Patriot
- Abraham Morewski (1886–1964), polnischer Schauspieler, Regisseur, Schriftsteller, Übersetzer
- Jakub Natanson (1832–1884), polnischer Chemiker und Bankier
- Hirsch David Nomberg (1876–1927), jiddischer Literat
- Samuel Orgelbrand (1810–1868), polnischer Verleger
- Jizchok Leib Perez (1852–1915), jiddischer Literat
- Julian Stryjkowski (1905–1996), polnischer sozialistischer Journalist und Schriftsteller
- Szymon Winawer (1838–1919), polnischer Schachspieler
- Lucjan Wolanowski (1920–2006), polnischer Schriftsteller, Journalist, Reisender, Übersetzer
- Ludwik Lejzer Zamenhof (1859–1917), Esperantist